# 伊藤真麻
伊藤 真麻（いとう まあさ、1992年5月1日 - ）は、東京都出身の女優。血液型A型。小学生の頃から舞台を中心に女優として活動している。youtubeにて日本一なにもできない女優として、毎日挑戦動画を配信。舞台プロデュースなども行なっている。
2019年秋には監督・脚本・主演の映画「Wonder Land」を公開。
元劇団PU-PU-JUICEの女優。
所属劇団「Cooch」。

## 主な出演作品

### 舞台
- Lovely-yoyo 第5回公演『It’s a small world』（2006年）
- オッセルズ #1『編み上げブーツでハッシュドビーフ』（2006年）
- PU-PU-JUICE 第3回公演『MARRIAGE BLUE PLANET』（2007年、主演：大迫一平）
- オッセルズ #2『SHAKE 〜あんまり激しく揺さぶるもんだから〜』（2007年）
- PU-PU-JUICE 第4回公演『クロス』（2007年、主演：永沼友由輝）
- PU-PU-JUICE 第5回公演『R-18』（2008年、主演：大迫一平）
- オッセルズ #3『ECO LOVE〜愛し合ったって無駄〜』（2006年）
- 同居人 『太陽の陽』（2008年）
- PU-PU-JUICE 第6回公演『妄想協奏曲』（2008年、主演：大迫一平）
- LiveUpCapsules 『南の島のお話』（2008年）
- PU-PU-JUICE 第7回公演『汚れたアヒル』（2009年、主演：近藤貴路）
- PU-PU-JUICE 第8回公演『新・罪と罰』（2009年、主演：いしだ壱成）
- PU-PU-JUICE 第9回公演『パニ☆ホス』（2009年、主演：加賀美早紀）
- PU-PU-JUICE 第10回公演『結婚狂想曲』（2010年、主演：浅見れいな）
- PU-PU-JUICE 夏の5部作『R18』『女子高』『パニ⭐︎ホス』主演：松本莉緒『奇跡の男』主演：ルー大柴（2013年）
- PU-PU-JUICE 『パズル』主演：宮城舞（2013年）
- Kamakaji Lab 『エレファントマン』（2013年）
- Cooch 『推定容疑者』（2014年）
- Cooch 『BANBITIME』（2015年）
- Cooch 『Loveletter』（2015年）
- Cooch 『逆流家族』（2015年）
- Cooch 『ポポフゴーストの救命曲線』『パンドーラの代償』（2016年）
- Zero Amenity 『RPG』（2016年）
- サスタナクリエイションファミリー 『ULTIMETE COMMUNICATION』（2017年）
- Cooch 『トキをかける川越』 （2017年）
- Cooch 『スーパービジョン』（2017年）
- Cooch 『エビングハウス』(2018年)
- 旅するクーチ23次『勝手に無邪気にポウ！ワイニー』（2018年）
- 旅するクーチ23次『閃光』（2018年）
- 旅するクーチ23次『もう記者会見！！』（2018年）
- 旅するクーチ23次『もういちどウィリーフランシス』（2018年）
- 旅するクーチ23次『好きにならずにいられない』（2018年）
- Cooch『M』（2019年）
- Cooch『エビングハウス〜私たちだけじゃない彼方へ〜』（2020年）無観客配信
- Cooch『WWW』（2020年）1人芝居公演
- Cooch『I'm dead』（2021年）
- 2人芝居『魔女の夜』作:蓬莱竜太（2021年）
- Cooch『Inthewomb』水面舞台（2021年）
- Escucha『BORDER』朗読劇（2022年）
- POCCOPUBRE『探偵はロングスリーパー』（2023年）
- POCCOPUBRE『フラミンゴの狼煙』（2023年）
- BOOT『THE MORTUARY』（2023年）
- POCCOPUBRE『朝ドラァ！！』（2023年）
- POCCOPUBRE『探偵はロングスリーパーCase1/Case2』（2024年）
- POCCOPUBRE『アタプエルカの洗礼』（2024年）
- POCCOPUBRE『ミサイルマン』（2024年）
- 殺し屋トレイシー兄弟の楽しすぎる夜（2025年）[1]

### PV
- DANCE EMOTION
- フラップガールズスクール『スタートライン』
- 超特急『Yell』

### 映画
- カインの末裔（2007年）
- 『サムライ・ダッシュ』(2011年)
- 短編作品『SIDE BY ME』
- 短編作品『Countdown』
- 短編作品『振り子』(2018年)
- 監督・脚本・主演『Wonder Land』(2020年)

### CM
- KATEKYO学院
- Xperia XZ premium NTTdocomo

### イベント
- リアルシネマ体感ライフ　街歩きイベント
- 渋谷で爆弾つけられちゃったクマ　街歩きイベント
- 『伊藤真麻映画祭』
- オンラインイベント『カラダ探し』

### ラジオ
かわさきFM『岡村洋一のシネマストリート』　アシスタント